# Gustav Laabs
Gustav Laabs, född 20 december 1902 i Eleonorenhof, Provinsen Pommern, död 12 mars 1980, var en tysk SS-Hauptscharführer och kriminalsekreterare (Kriminalsekretär). Under andra världskriget tjänstgjorde han som gasvagnsoperatör i förintelselägret Chełmno, beläget i Reichsgau Wartheland.

## Biografi
Laabs kommenderades till förintelselägret Chełmno i månadsskiftet april–maj 1942 och började att köra en gasvagn inom några dagar. Han hade tidigare tjänstgjort vid fordonspoolen vid Reichssicherheitshauptamt (RSHA), Tredje rikets säkerhetsministerium och nu blivit förflyttad till ett Sonderkommando i Posen; han hade för sitt nya uppdrag avkrävts tystnadslöfte.

### Gasvagnsoperatör
Laabs inställde sig på Gestapos kontor i Posen, där han fick veta att han skulle ingå i ett Sonderkommando i Chełmno. Dagen därpå mötte han Walter Burmeister, som körde honom och en annan SS-man, Oskar Hering, till Chełmno. Lägret bestod av en gammal säteribyggnad, belägen i Chełmno nad Nerem, och ett stort avverkat skogsområde omkring 3–4 kilometer nordväst om säteriet. Påföljande dag visade den fordonsansvarige SS-mannen Erwin Bürstinger Laabs och Hering lägret och sade åt dem att provköra gasvagnarna. I senare förhör berättade Laabs om gasningsförloppet. Han körde gasvagnen intill säteribyggnaden och judarna föstes in i vagnen, omkring 50 personer. När gasvagnens lastutrymme var fullt, stängdes bakdörrarna. En slang monterades med ena änden på fordonets avgasrör och den andra på en öppning i lastutrymmet. Laabs kommenderades att starta motorn och låta den gå. Efter omkring 30 minuter var människorna i lastutrymmet döda och Laabs fick order av kommendanten Hans Bothmann att köra iväg till skogsområdet, som var beläget på vägen till byn Koło, och lasta ur de döda kropparna. En polisman följde med och visade Laabs vart han skulle köra. Efter omkring 3 kilometers färd anlände de till ett skogsområde och Laabs fick order att stanna vid en massgrav. En judisk fångenhet, övervakad av polismän, kastade de döda kropparna i graven. Eventuella överlevande sköts omedelbart ihjäl. När gasvagnen hade tömts, återvände Laabs till säteribyggnaden, där några judar tvingades att rengöra den invändigt med vatten och desinfektionsmedel.

### Aktion 1005
I början av 1942 fick Standartenführer Paul Blobel i uppdrag av Reinhard Heydrich att leda Aktion 1005, vilket innebar att massgravarna skulle grävas upp och de ruttnande liken brännas. Heydrich mördades dock några månader senare och planeringen avstannade. Senare under året gav Heinrich Müller ytterligare instruktioner åt Blobel. Följande år gav Reichsführer-SS Heinrich Himmler order om att samtliga massgravar i Polen och Sovjetunionen skulle utplånas. Det fick inte finnas några som helst spår efter massmorden. Blobels arbete inleddes i Chełmno, där man först försökte förstöra de exhumerade kropparna med brandbomber. Detta visade sig vara ineffektivt och Blobel kom då på idén att bränna kropparna på gigantiska bål på järngaller. Laabs uppgav i förhör, att lägerförvaltningen i Chełmno beställde en särskild maskin för nedmalning av de benrester som återstod efter kremeringarna. Askan efter liken ströddes i floden Ner. Området vid massgravarna jämnades ut och planterades med ny skog.

### Rättegång
I slutet av november 1962 ställdes Laabs och tio andra personer ur Chełmnos personal, däribland Walter Burmeister, inför rätta inför Landgericht Bonn. Laabs åtalades för mord på 100 000 människor i gasvagnar och för att personligen ha skjutit överlevande. Den 30 mars året därpå dömdes Laabs till 15 års fängelse och 10 års förlorande av medborgerliga rättigheter för sin delaktighet i Förintelsen. Senare reducerades strafftiden till 13 års fängelse.